# سفيدة خوان
سفيدة خوان هي قرية في مقاطعة تبريز، إيران. عدد سكان هذه القرية هو 2,213 في سنة 2006.